# Ciclorama

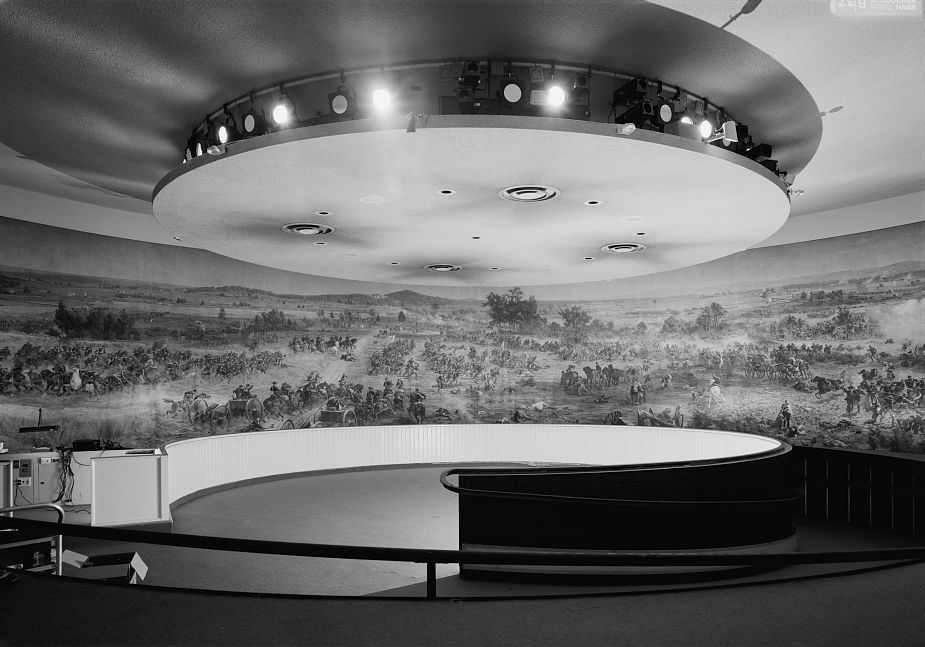
Panorama della battaglia di Gettysburg, ancora esistente.

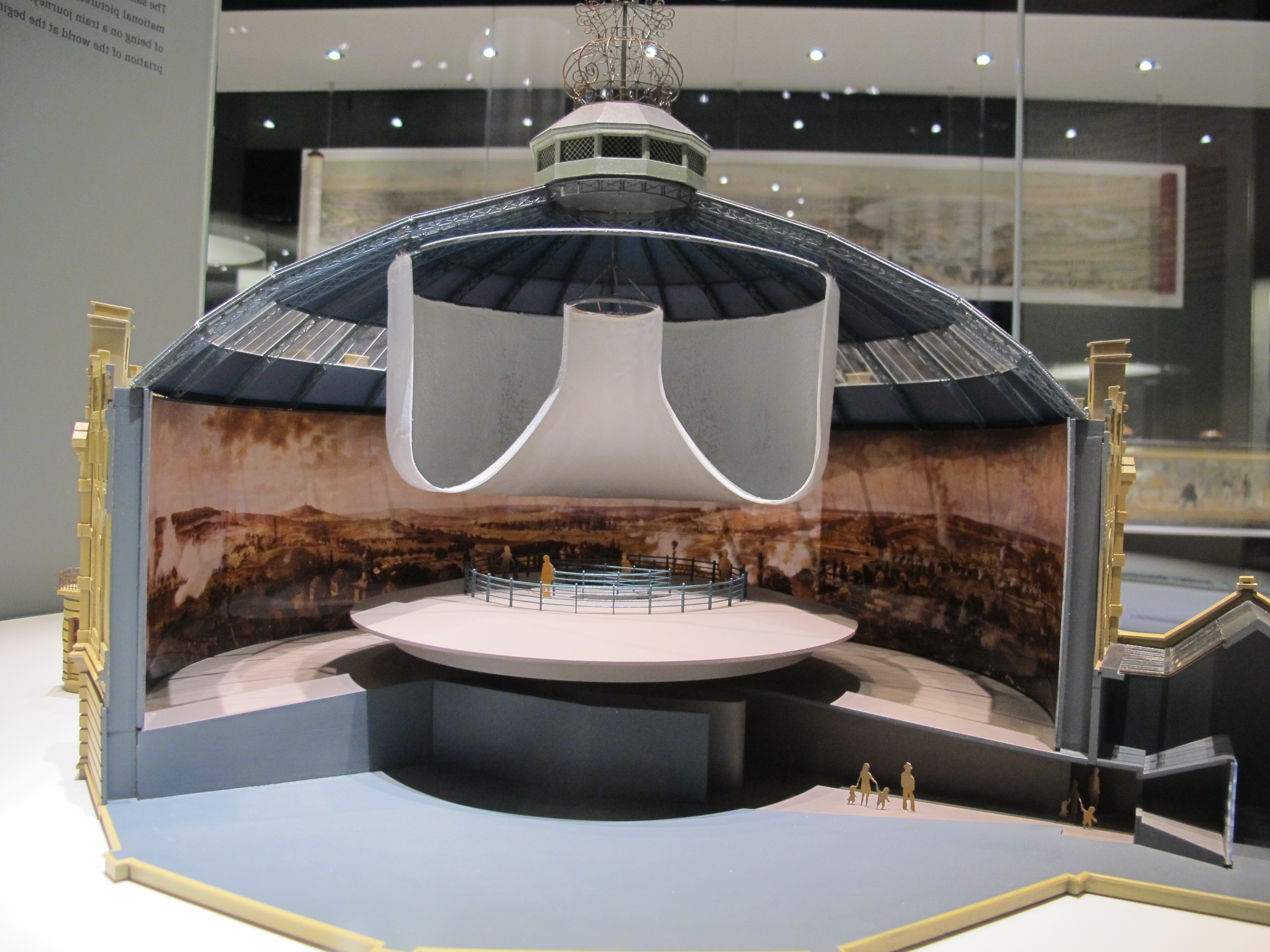
Modellino del Panorama a Francoforte del 1880 (Deutsches Filmmuseum).

Il panorama (anche conosciuto come ciclorama, cosmorama, diorama, dipinto panoramico, kosmorama, ecc.) era un tipo di intrattenimento popolare in voga tra XVIII e XIX secolo, consistente essenzialmente in una stanza circolare con le pareti coperte da un disegno di una veduta a 360°, che ricreassero l'illusione di un paesaggio che circondava lo spettatore. L'illuminazione proveniva solitamente dal soffitto e solo con la diffusione dell'energia elettrica si iniziò a usare stanze buie illuminate artificialmente.

## Ciclorama come intrattenimento
Il primo panorama venne costruito a Londra nel 1792 da Robert Barker e consisteva in una veduta panoramica, appunto, della città di Londra, costruita in maniera tanto precisa e dettagliata che gli spettatori vi potevano individuare la strada se non addirittura l'edificio in cui essi vivevano.
I panorami ebbero un notevole successo e presto iniziarono a contare numerose varianti: diorama, moving panoramas, dissolving views, ecc. Alcune vedute avevano effetti tridimensionali, altre, grazie all'uso di luci speciali, simulavano il passaggio dalla notte al giorno, altre ancora ruotavano o avevano dettagli in movimento. Oltre ai soggetti vedutistici, tra cui spesso terre lontane e monumenti vari, iniziarono ad essere popolari anche le ricostruzioni di battaglie, terrestri o navali, i disastri, come i terremoti, le vedute fantastiche con mostri esotici. Alla fine del Settecento Robertson inventò le "Fantasmagorie", popolate da apparizioni di spiriti e fantasmi.
I panorami sono spesso indicati tra quelle forme di spettacolo di massa che spianarono la strada alle sale cinematografiche, quindi facenti parte del precinema.

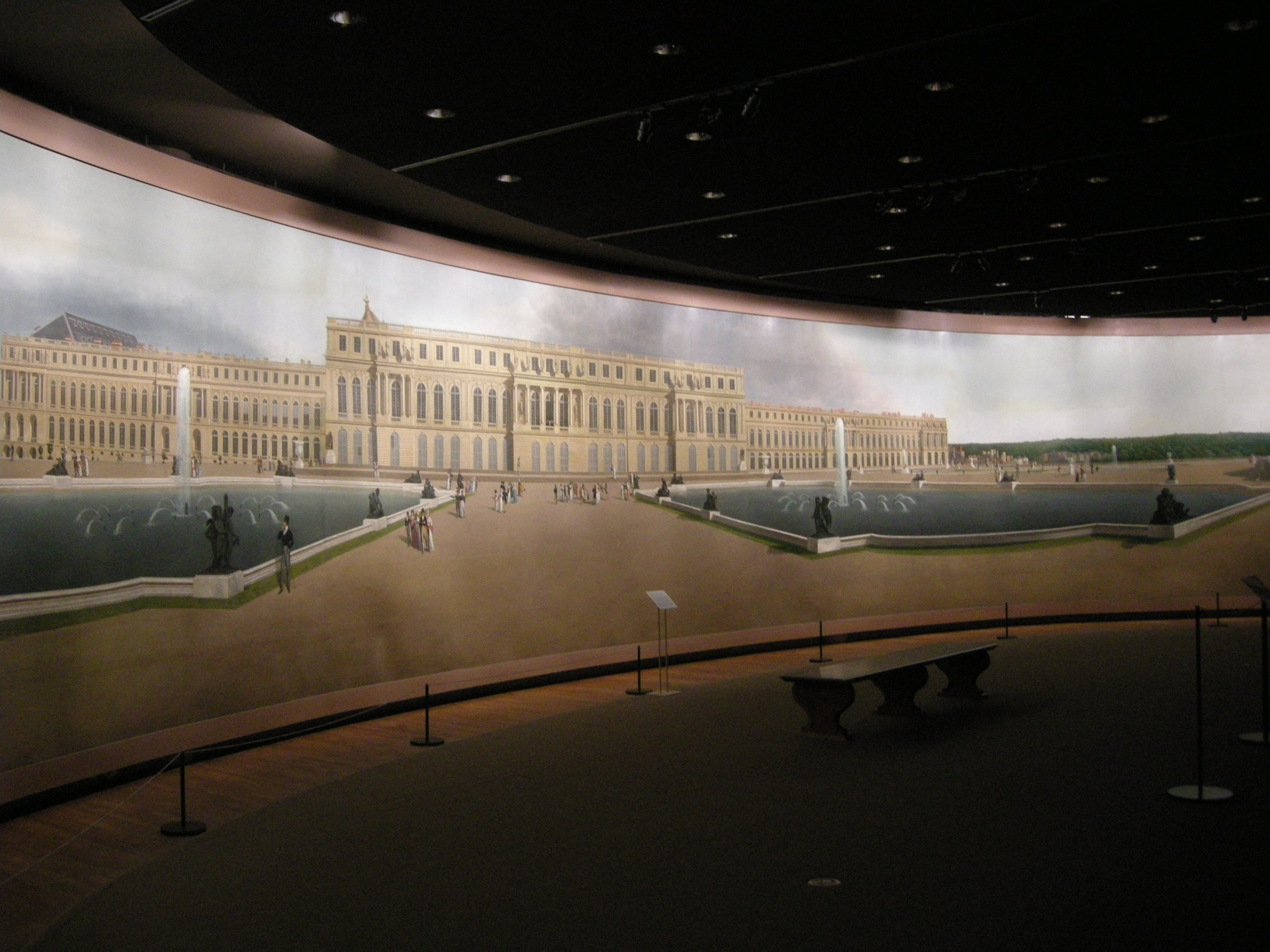
Veduta panoramica del Castello di Versailles (1818-1819), già nel City Hall Park di New York, oggi al Metropolitan Museum.
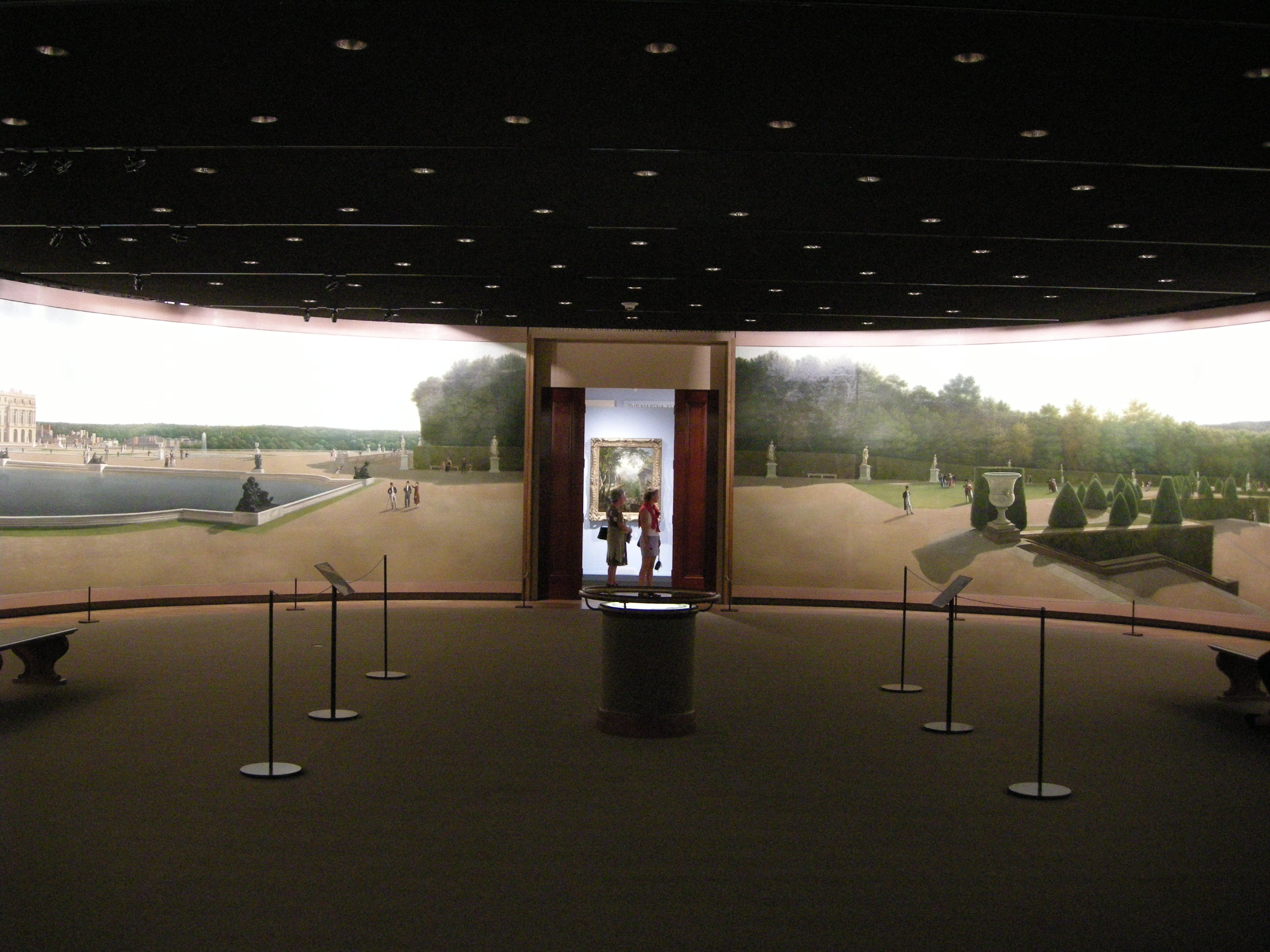
Veduta panoramica del Castello di Versailles (1818-1819), già nel City Hall Park di New York, oggi al Metropolitan Museum.
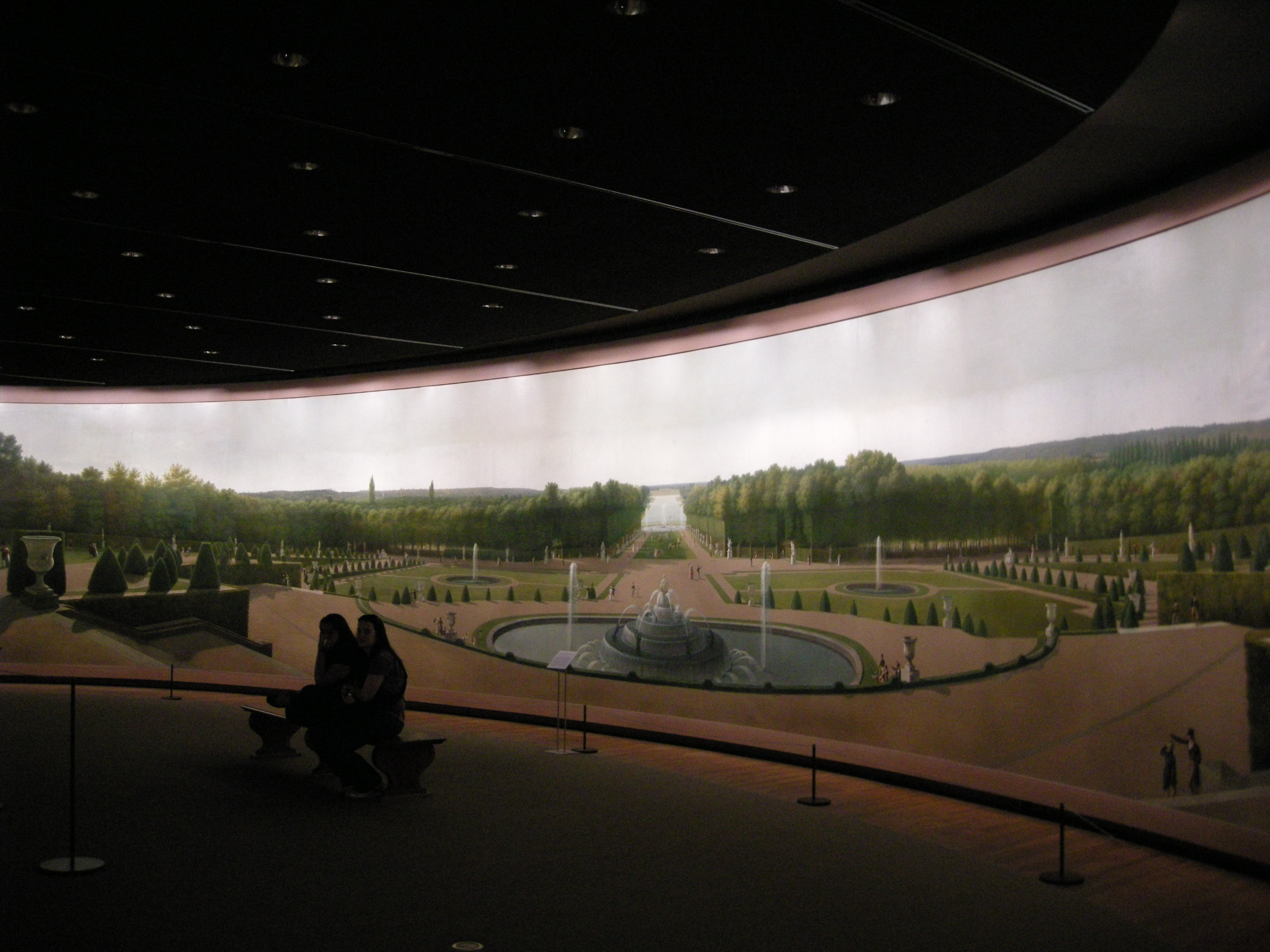
Veduta panoramica del Castello di Versailles (1818-1819), già nel City Hall Park di New York, oggi al Metropolitan Museum.

## In scenografia moderna
In scenografia il ciclorama è un fondale a 360° o, più spesso, a 180° o meno, che circonda lo spazio scenico. Nella maggioranza dei teatri, costruiti sulla base di una frontalità tra il pubblico e la scena, il ciclorama può fungere sia da fondale che eventualmente da quinte, a seconda della sua ampiezza.
Solitamente si realizza in tela o tulle ed è installato su binari, ma può anche essere di pvc o rigido, in legno. Può essere di colore blu se trattasi di un ciclorama notturno o del cielo, oppure di colore neutro, o anche dipinto. Spesso lo si illumina sia dall'alto che dal basso per ottenere diversi effetti luminosi, oppure lo si retro-illumina.